# Antonio Beltrán Casaña
Antonio Beltrán Casaña   (Canfranc, 8 de març de 1897 - Ciutat de Mèxic, 6 d'agost de 1960) conegut com «L'Esquinazau» o «El Esquinazao», va ser un polític i militar espanyol. Va destacar per la seva participació en la insurrecció de Jaca i per la seva actuació durant la guerra civil espanyola, en què va comandar successivament diverses unitats de l'Exèrcit republicà: el Batalló «Cinco Villas», la 72a Brigada Mixta i la 43a Divisió, unitat amb què va tenir un destacat paper a la Bossa de Bielsa.

## Biografia
Antonio Beltrán Casaña neix el 8 de març de 1897 a la població de Canfranc, pertanyent al partit judicial de Jaca, a la comarca de la Jacetània, sent fill de Gregorio Beltrán Casajús i de Anacleta Casaña Lacué, sent la seva mare descendent d'una família amb privilegis d'infanzonía però de molt minvats recursos econòmics. Realitza els seus primers estudis a l'Escola Municipal de Canfranc, encara que ràpidament surt de l'escola ja que el seu mestre afirma que té més coneixements que els seus.
Va participar activament en l'aixecament republicà dels capitans Fermín Galán i Ángel García Hernández a Jaca.
Arran de l'enfonsament de l'Exèrcit de l'Est, el Dr. Juan Negrín en reconeixement de la seva actuació com a major de milícies, el va fer tinent coronel el 21 d'abril de 1938.
Màxim responsable militar de la 43a Divisió de l'Exèrcit Popular. Va forçar la fugida a França durant la Bossa de Bielsa. Després de la derrota a la Guerra Civil s'exilià a França i des de Tolosa organitzà una guerrilla amb elements anarquistes, fet que, finalment, va provocar la seva expulsió del Partit Comunista Espanyol.